# 조이언트
조이언트(Joyent Inc.)는 캘리포니아주 샌프란시스코에 본사를 둔 소프트웨어 및 서비스 회사이다. 클라우드 컴퓨팅을 전문으로 하는 이 기업은 서비스형 인프라(IaaS)를 판매한다. 2016년 6월 15일 삼성전자에 인수되었다.

## 서비스
조이언트의 호스팅 유닛인 트리톤(Triton)은 아마존(Amazon)의 EC2(일래스틱 컴퓨트 클라우드)와 경쟁하도록 설계되었으며 대기업을 위한 서비스형 인프라(IaaS) 및 서비스형 플랫폼(PaaS)을 제공했다.
이 호스팅 사업은 온라인 소셜 네트워크 게임에 사용되었으며 THQ, 소셜 게임 유니버스(Social Game Universe) 및 트래픽 마켓플레이스(Traffic Marketplace)와 같은 회사에 서비스를 제공한다.
이 회사는 또한 초기에 트위터를 호스팅했다. 다른 고객으로는 링크드인, Gilt Groupe 및 Kabam이 있다.
2013년 6월 조이언트는 만타(Manta)라는 이름의 오브젝트 스토리지 서비스를 출시했으며 2013년 9월에는 네트워크 어플라이언스 공급업체인 리버베드(Riverbed)와 제휴하여 저렴한 콘텐츠 전송 네트워크를 제공했다. 2014년 2월 조이언트는 가상 우분투 머신을 제공하기 위해 캐노니컬과 파트너십을 발표했다.

## 소프트웨어
조이언트는 Node.js, pkgsrc, Illumos 및 자체 Illumos 배포판인 스마트OS를 포함한 오픈 소스 프로젝트를 사용하고 지원한다. 스마트OS는 하드웨어에서 소프트웨어를 추상화하기 위한 KVM 하이퍼바이저 포팅, 문제 해결 및 시스템 모니터링을 위한 DTrace, 서버를 스토리지 시스템에 연결하는 ZFS 파일 시스템 기능을 제공한다. 이 회사는 2011년 8월 스마트OS를 오픈소스로 공개했다.
조이언트는 호스팅 비즈니스를 운영하면서 시간이 지남에 따라 발전한 소프트웨어를 가져와 델과 같은 대규모 하드웨어 회사에 트리톤 데이터센터(Triton DataCenter, 구 "Triton Enterprise", "SDC" 또는 "SmartDataCenter")라는 이름으로 해당 소프트웨어에 대한 라이선스를 부여했다.